# Hrvat Chicago
Hrvat Chicago je hrvatski nogometni klub iz Chicaga osnovan 1950. godine. Član je Hrvatskog nacionalnog nogometnog saveza Kanade i SAD. 
Momčad se trenutno natječe u National Soccer League (čikaško regionalno natjecanje) u Illinoisu. Klub je osnovan 1950. godine, te je povijesno najuspješniji hrvatski klub u SAD-u. Najveći uspjeh su doživjeli 1970-ih i 1980-ih kad bili u jednoj od najjačih državnih liga u SAD-u. Također imaju športski program za mlade U7 do U10.

## Uspjesi
- National Soccer League (čikaško regionalno natjecanje): 
  - 1971., 1973.
- Peel Cup: 
  - 1973., 1976., 1978., 1986.
- National Challenge Cup: 
  - 1974., 1979., 1984.
- Great Lakes Premier League: 
  - 2015.
- Hrvatski nacionalni nogometni turnir SAD i Kanade: 
  - 1968., 1975., 1976., 1977., 1979., 1986., 2009.
- National Soccer League of Chicago: 
  - 2004., 2008.

## Vanjske poveznice
- Službena stranica

| Hrvatski nacionalni nogometni savez Kanade i SAD-a | Hrvatski nacionalni nogometni savez Kanade i SAD-a | Hrvatski nacionalni nogometni savez Kanade i SAD-a |
| -------------------------------------------------- | --- | -------------------------------------------------- |
|                                                    | |                                                    |
| Kanada                                             | Hamilton Croatia • Kitchener Hrvat • London Croatia • Mississauga Croatia • Norval Croatia • Hrvat Oakville • Livno Oakville • Jadran Ottawa • Sault St. Marie Croatia • Hrvat St. Catharines • Streetsville Dalmacija • Sudbury Adria • Toronto Zagreb • Windsor Croatia |                                                    |
|                                                    | |                                                    |
| SAD                                                | Hrvat Chicago • RWB Adria • Zrinski Chicago • Croatia Cleveland • Connecticut Croatia • Croatian Eagles • New York Croatia • New York Polet |                                                    |
|                                                    | |                                                    |
| Hrvatsko-sjevernoamerički nogometni turnir         | |                                                    |

| Hrvatski nacionalni nogometni savez Kanade i SAD-a | Hrvatski nacionalni nogometni savez Kanade i SAD-a | Hrvatski nacionalni nogometni savez Kanade i SAD-a |
| -------------------------------------------------- | --- | -------------------------------------------------- |
|                                                    | |                                                    |
| Kanada                                             | Hamilton Croatia • Kitchener Hrvat • London Croatia • Mississauga Croatia • Norval Croatia • Hrvat Oakville • Livno Oakville • Jadran Ottawa • Sault St. Marie Croatia • Hrvat St. Catharines • Streetsville Dalmacija • Sudbury Adria • Toronto Zagreb • Windsor Croatia |                                                    |
|                                                    | |                                                    |
| SAD                                                | Hrvat Chicago • RWB Adria • Zrinski Chicago • Croatia Cleveland • Connecticut Croatia • Croatian Eagles • New York Croatia • New York Polet |                                                    |
|                                                    | |                                                    |
| Hrvatsko-sjevernoamerički nogometni turnir         | |                                                    |